# 金·達羅克
邱的達羅克男爵奈傑爾·金·達羅克KCMG（1954年4月30日—）是英國外交官，於2016年1月至2019年12月期間擔任英國駐美國大使，此前他還曾擔任國家安全顧問和英國常駐歐盟代表。
2019年7月10日，在批評特朗普總統政府的外交電報洩露後他辭去英國駐華盛頓大使職務。達羅克在經歷了40年的公共服務生涯後，於2019年12月從英國外交服務部退休，結束了自己的職務。

## 早年
奈傑爾·金·達羅克（Nigel Kim Darroch） 於1954年4月30日出生在英格蘭達勒姆郡的南斯坦利村，父親阿拉斯泰爾·麥克菲·達羅克（Alastair Macphee Darroch）和母親伊妮德·達羅克（Enid Darroch）。他曾就讀於阿賓頓學校和杜倫大學（哈特菲爾德學院），並於1975年從那裡畢業並獲得動物學學士學位。 達羅克年輕時是一名狂熱的五人制足球運動員，代表他的學校和後來的杜倫大學。

## 職業生涯
達羅克於2007年被任命接替布魯塞爾的約翰·格蘭特，擔任英國常駐歐盟代表，任期四年。
2011年6月24日，宣布達羅克將於2012年1月接替彼得·里基茨擔任國家安全顧問，喬恩·坎利夫被選為達羅克的常駐歐盟代表。
2016年01月，擔任英國駐美國大使
。
2019年7月7日，英國媒體刊登多份達羅克發給英國政府備忘錄和電報，達羅克稱川普政府「運行不暢」「難以預測」「沒有安全感」。
2019年7月10日，英國駐美國大使金·達羅克，宣布辭去駐美國大使。

## 個人生活
1978年達羅克與瓦妮莎結婚。瓦妮莎是華盛頓英國國際學校一名教師，而她的丈夫是駐美國大使。他們有兩個孩子：西蒙是范德堡大学的古生物學家，也在范登堡大學學習；喬治娜是英國皇家植物園的植物學家。

## 外部連結
- UK Government press release announcing Darroch's appointment to UKREP[永久]
- C-SPAN內的頁面（英文）